# Ludranski Vrh
Ludranski Vrh este o localitate din comuna Črna na Koroškem, Slovenia, cu o populație de 84 de locuitori.